# Умов, Иван Павлович
Иван Павлович Умов (1883 — 1961) ― дипломат, учёный, поэт, переводчик, музыкант .

## Биография
Родился 15 марта 1883 года в селе Русский Юрткуль Спасского уезда Казанской губернии (ныне Старомайнский район Ульяновской области). Из знаменитого рода симбирских Наумовых (Умовых), приходился племянником выдающемуся русскому физику Н. А. Умову и русскому юрист-цивилисту, педагогу и публицисту В. А. Умову.
Поэтический талант Ивана Умова проявился уже во время учёбы в Симбирском кадетском корпусе. В 1900 году Великий князь Константин Константинович во время визита в Симбирск отметил одарённого юношу и взял под своё покровительство. После кадетского корпуса поступил в Петербургское Николаевское военно-инженерное училище, которое окончил в 1903 году. Получил назначение в Киев, затем — в Крым, где служил в сапёрных войсках военным инженером. В это же время начинает серьёзно увлекаться музыкой.
В 1908 году Иван Умов уходит с военной службы и поступает в Лазаревский институт восточных языков в Москве. Покровительство князя Константина Романова дало возможность начинающему поэту публиковаться в различных журналах и газетах. В 1911 году заканчивает обучение и поступает на службу в Министерство иностранных дел, откуда направляется на дипломатическую службу в Египет. Осенью 1912 года уезжает из России, с 1913 года начинает службу вице-консулом в Российском Императорском генеральном консульстве в Александрии.
С октября 1917 года находится в добровольном изгнании, пожизненной эмиграции. Оставляет службу в консульстве и целиком посвящает себя музыке. В 1936 года блестяще заканчивает Лондонскую консерваторию, с успехом даёт концерты, преподаёт в собственной музыкальной школе.
На чужбине Иваном Умовым было написано огромное количество русских стихов. В 1949 году в США в издательстве «Алатас» его стихи были опубликованы в книге под названием «Незримый гость». За рубежом И. П. Умов издал три сборника своих стихотворений. В эмиграции его называли «александрийским Тютчевым», творчество высоко ценил И. А. Бунин.
Скончался 7 марта 1961 года в городе  Александрия (Египет), похоронен на православном кладбище Шетби.

## Семья
Родился Иван Умов 15 марта 1883 г. в семье дворян Павла Ивановича и Варвары Александровны (в девичестве Спасской) Умовых. Крестили в родном селе в церкви Михаила Архангела.
В 1915 году Умов женился на женщине из аристократической семьи: его супругой стала принцесса Хури Хаддад, православная сирийка — Александра Иосифовна.
- Сын Павел (1916 — 1955)[4];
- Сын Иосиф (1918 — ?);
- Дочь Екатерина (1923 — 1955)[4];
- Сын Александр (1925 — ?);

Предками Ивана Павловича Умова были:
Прадед Павел Михайлович, был богатым помещиком Казанской губернии и носил в начале XIX века фамилию Наумов. Но любовь к крепостной крестьянке Матрёне Тихоновне, изменила полностью судьбу семьи. Она родила ему несколько сыновей и дочерей, чтобы не рассорить его с родными, которые были против этого брака, выйти замуж за него она отказалась. По законам того времени, дворянским детям, родившимся вне официального брака, давали усеченную фамилию. Поэтому дети Наумова получили фамилию Умовых. В родстве Умовых было много известных и талантливых людей, среди которых можно отметить выдающегося физика XIX века Николая Алексеевича Умова и его брата русского юриста-цивилиста, педагога и публициста, ординарного профессора Московского университета Владимира Алексеевича Умова. Дед, тоже Иван Павлович, стал видным военным и общественным деятелем. Только ему одному, по высочайшему повелению было присвоено дворянское звание. Несмотря на своё происхождение, был он известен как ярый крепостник. Женился дед Ивана Умова на баронессе Анастасии (1824—1874), дочери полковника, участника декабристского восстания, Александре Федоровиче фон-дер Бриггере.

## Память
- 27 июля 2022 года в египетском городе Александрия состоялось открытие мемориальной доски, посвященной Ивану Павловичу Умову[6][7][8].
- В 2023 году Президентский фонд культурных инициатив поддержал производство документального фильма «Иван Умов. Возвращение.»[9].
- В феврале 2024 года состоялся премьерный показ фильма «Иван Умов. Возвращение»[10].

## Награды
- За изданные в Египте книги на французском языке и переводы арабской поэзии на русский и европейские языки Иван Умов был не раз отмечен международными премиями и благодарственными письмами Гамаля Абдель Насера[11].